# Carl Hiaasen
Carl Hiaasen (ur. 12 marca 1953 w Plantation w pobliżu Fort Lauderdale na Florydzie w Stanach Zjednoczonych) – amerykański pisarz i dziennikarz, autor powieści sensacyjnych oraz powieści przygodowych dla młodzieży.
Jako dziennikarz "Miami Herald" Hiaasen specjalizuje się w śledztwie dziennikarskim. Zgromadzone w ten sposób doświadczenia wykorzystuje w swoich powieściach, których akcja rozgrywa się na ogół na południu Florydy. W swoich powieściach i publicystyce Hiaasen często porusza tematy niszczenia krajobrazu i przyrody tego stanu (zwłaszcza bagien Everglades) oraz korupcji wśród lokalnych polityków. Styl powieści Hiaasena charakteryzuje się czarnym humorem i nagromadzeniem elementów satyrycznych.
Najbardziej znaną powieścią Hiaasena jest Strip Tease (Striptease, Amber 1996), bestseller New York Times z 1993 roku, sfilmowany w 1996 roku jako Striptease. Film reżyserował Andrew Bergman, a w rolach głównych wystąpili Demi Moore, Burt Reynolds, i Ving Rhames. Sfilmowano też powieść Hiaasena dla młodzieży Hoot (Sówki, W.A.B. 2005). Na podstawie Bad Monkey powstał serial telewizyjny o tym samym tytule (na polski przetłumaczonym jako Małpi biznes) wyprodukowany przez Billa Lawrence'a dla Apple TV+.

## Twórczość

### Powieści sensacyjne
- Tourist Season (1986) (Sezon turystyczny, 1995)
- Double Whammy (1987) (Podwójne oszustwo, 1994)
- Skin Tight (1989) (Druga skóra, 1994)
- Native Tongue (1991)
- Strip Tease (1993) (Striptease, 1994)
- Stormy Weather (1995) (Strefa Huraganu, 1996, ISBN 83-7169-179-3)
- Lucky You (1997) (Pechowy fart, 2000, ISBN 83-7169-728-7)
- Naked Came the Manatee (1998) (parodia powieści sensacyjnej, pisana we współpracy z 12 innymi autorami)
- Sick Puppy (2000) (Szczeniak, 2003, ISBN 83-241-0236-1)
- Basket Case (2002)
- Skinny Dip (2004) ("Szantaż zza grobu", 2010, ISBN 978-83-7508-260-9)
- Nature Girl (2006) ("Słodycz zemsty", ISBN 978-83-7508-253-1)
- Star Island (2010) ("Wyspa gwiazd", 2012, ISBN 978-83-7508-482-5)
- Bad Monkey (2013)
- Razor Girl (2016)
- Squeeze Me (2020)

### Powieści sensacyjne pisane zBillem Montalbano
- Powder Burn (1981) (Kokainowe wydmy, 2000, ISBN 83-7245-386-1)
- Trap Line (1982) (Mściciel, 2000, ISBN 83-7245-457-4)
- A Death in China (1984) (Śmierć w Chinach, 2001, ISBN 83-7245-696-8)

### Powieści dla młodzieży
- Hoot (2002) (Sówki, 2005, ISBN 83-7414-064-X)
- Flush (2005) (Plusk, 2007, ISBN 978-83-7414-286-1)
- Scat (2009)
- Chomp (2012)
- Skink - No Surrender (2014)
- Squirm (2018)
- Wrecker (2023)

### Publicystyka
- Team Rodent: How Disney Devours the World (1998)
- Kick Ass (1999)
- Paradise Screwed: Selected Columns (2001)
- The Downhill Lie (2008) ("Piłką do dołka", 2009, ISBN 978-83-7508-165-7)
- Dance of the Reptiles: Selected Columns (2014)
- Assume the Worst: The Graduation Speech You'll Never Hear (2018)